# Luciano Pavarotti/Auszeichnungen für Musikverkäufe

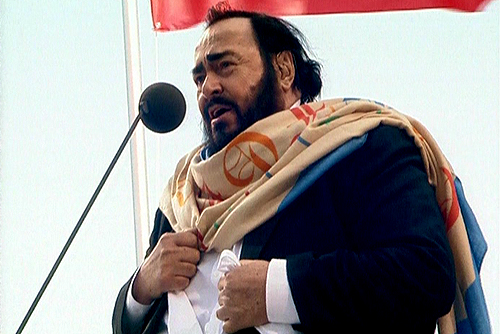
Luciano Pavarotti (2003)

Dies ist eine Übersicht über die Auszeichnungen für Musikverkäufe des italienischen Tenors Luciano Pavarotti. Die Auszeichnungen finden sich nach ihrer Art (Gold, Platin usw.), nach Staaten getrennt in chronologischer Reihenfolge, geordnet sowie nach den Tonträgern selbst, ebenfalls in chronologischer Reihenfolge, getrennt nach Medium (Alben, Singles usw.), wieder.

## Auszeichnungen
| - Vereinigtes Königreich - 1986: für das Album World’s Best Tenor Arias - 1992: für das Album Pavarotti in Hyde Park - 2013: für das Album For War Child - 2013: für das Album Three Tenors, Paris 98 - 2013: für das Album Three Tenors Christmas - 2013: für das Album Icons - 2013: für das Album Love Songs - 2013: für das Album The Duets - Australien - 1991: für das Album The Essential Pavarotti - 1999: für das Album Best Of Domingo, Te Kanawa and Pavarotti - 2002: für das Album Best Of - 2005: für das Videoalbum Great Tenor Performances - Belgien - 2007: für das Album Pavarotti Forever - Brasilien - 2008: für das Videoalbum Pavarotti forever - Dänemark - 2007: für das Album Pavarotti Forever - Deutschland - 1996: für das Album Live in Modena - 1997: für das Album For War Child - 2000: für das Album Weihnachten mit den drei Tenören - 2007: für das Album Pavarotti Forever - Finnland - 1994: für das Album In Concert 1994 - Frankreich - 1986: für das Album Les Airs Du Grand Echiquier - 1988: für das Album Triomphes De Pavarotti - 1995: für das Album Pavarotti & Friends 1 - 1997: für das Album Sublime - 1998: für das Album Three Tenors, Paris 98 - 1999: für das Album For The Children Of Liberia - Italien - 2013: für die Single Nessun Dorma - 2014: für das Album Pavarotti Forever - 2023: für die Single We Are the World - Kanada - 1981: für das Album Greatest Hits - 1982: für das Album Standing Ovation - 1991: für das Album In Concert - 1997: für das Album For War Child - 2003: für das Album Pavarotti & Friends For Bosnia - Mexiko - 1999: für das Album The Three Tenors in Concert - Neuseeland - 1982: für das Album Greatest Hits - 1991: für das Album The Essential Pavarotti II - Niederlande - 1989: für das Album Anniversary - 1990: für das Album Tutto Pavarotti - 1994: für das Album Encore - 1997: für das Album Greatest Hits (PolyGram Nederland BV) - 1999: für das Album The Dream Collection - 2000: für das Album Three Tenors Christmas - Norwegen - 1996: für das Album The Essential Pavarotti - 1996: für das Album For War Child - Österreich - 1995: für das Album Pavarotti/Carreras/Domingo - 1995: für das Album Live in Modena - 1998: für das Album Three Tenors, Paris 98 - 2007: für das Album Pavarotti Forever - Polen - 1996: für das Album Together For The Children Of Bosnia - 2001: für das Album Three Tenors Christmas - Portugal - 1990: für das Album Tutto Pavarotti - 2007: für das Album Pavarotti Forever - Schweden - 2007: für das Album Pavarotti Forever - Schweiz - 1995: für das Album Pavarotti & Friends 1 - 1995: für das Album The Three Tenors in Concert - 1996: für das Album For War Child - 1998: für das Album Three Tenors, Paris 98 - 1998: für das Album Children in Liberia - 2007: für das Album Pavarotti Forever - Spanien - 1992: für das Album Tutto Pavarotti Vol. 2 - 1995: für das Album Con Todo Mi Corazón - 2000: für das Album Three Tenors Christmas - 2007: für das Videoalbum Pavarotti forever - 2014: für das Album Los Mejores 50 Tracks-Pavarotti - Ungarn - 2008: für das Album The Duets - Vereinigte Staaten - 1984: für das Album O Sole Mio - 1998: für das Videoalbum The 3 Tenors – Paris 1998 - 1998: für das Album Three Tenors, Paris 98 - 2002: für das Album Three Tenors Christmas - Vereinigtes Königreich - 1986: für das Album Greatest Hits - 1990: für die Single Nessun Dorma - 1997: für das Album Best Of Domingo, Te Kanawa and Pavarotti - 2013: für das Album In Concert - 2013: für das Album Pavarotti/Carreras/Domingo - 2013: für das Videoalbum The 3 Tenors – Paris 1998 - 2013: für das Album The Ultimate Collection - 2013: für das Album Ti adoro | - Frankreich - 1995: für das Album Les Plus Belles Chansons D’amour - Argentinien - 1990: für das Album The Three Tenors in Concert - 1994: für das Album In Concert 1994 - 2001: für das Videoalbum The Three Tenors – In Concert - 2004: für das Videoalbum En Barcelona - 2005: für das Videoalbum Together For The Children Of Bosnia - 2007: für das Videoalbum Pavarotti forever - Australien - 1994: für das Album In Concert 1994 - 2007: für das Videoalbum Pavarotti forever - Brasilien - 2007: für das Videoalbum The Pavarotti & Friends - Deutschland - 1990: für das Album The Three Tenors in Concert - 1991: für das Videoalbum The Three Tenors – In Concert - Frankreich - 1995: für das Album In Concert 1994 - 2001: für das Videoalbum The 3 Tenors – Paris 1998 - 2007: für das Album Pavarotti Forever - 2007: für das Videoalbum Pavarotti forever - Irland - 2007: für das Album Pavarotti Forever - Italien - 2012: für die Single Buongiorno a te - Kanada - 1982: für das Album O Holy Night - 1997: für das Album Together For The Children Of Bosnia - Neuseeland - 1991: für das Album The Essential Pavarotti - 1994: für das Album The Three Tenors in Concert - 1995: für das Album In Concert 1994 - 2008: für das Album Pavarotti Forever - 2011: für das Videoalbum Pavarotti forever - Niederlande - 1990: für das Album Greatest Hits (Phonogram B.V.) - 1990: für das Album In Concert - 1991: für das Album Pavarotti in Nederland - 1995: für das Album Weihnachten mit den drei Tenören - 1996: für das Album Together For The Children Of Bosnia - 1996: für das Album For War Child - 1998: für das Album Pavarotti & Friends I - 1998: für das Album Pavarotti & Friends II - 1998: für das Album Pavarotti & Friends V - Norwegen - 1998: für das Album The Three Tenors in Concert - Polen - 1995: für das Album The Three Tenors in Concert - 2003: für das Album Pavarotti/Carreras/Domingo - 2008: für das Album Pavarotti Forever - 2016: für das Album The 50 Greatest Tracks - Schweden - 1992: für das Album The Three Tenors in Concert - Schweiz - 1994: für das Album In Concert 1994 - Spanien - 2008: für das Album Pavarotti Forever - Ungarn - 2007: für das Album Pavarotti Forever - Vereinigte Staaten - 1985: für das Album O Holy Night - 1994: für das Album In Concert 1994 - Vereinigtes Königreich - 1988: für das Album The Collection - 1991: für das Album The Essential Pavarotti II - 2013: für das Videoalbum The Original Concert - Deutschland - 1996: für das Album Die 3 Tenöre | - Belgien - 1995: für das Album The Three Tenors in Concert - Kanada - 1994: für das Album In Concert 1994 - 1997: für das Album Pavarotti & Friends 1 - 1997: für das Album Pavarotti & Friends 2 - Niederlande - 1999: für das Album Pavarotti & Friends voor Guatemala en Kosovo - Österreich - 1996: für das Album In Concert 1994 - 2000: für das Album The Three Tenors in Concert - Polen - 1996: für das Album In Concert 1994 - Spanien - 1995: für das Album In Concert 1994 - Vereinigtes Königreich - 1994: für das Album In Concert 1994 - 2013: für das Videoalbum The 3 Tenors in Concert 1994 - Europa - 1997: für das Album In Concert 1994 - Kanada - 1995: für das Album The Three Tenors in Concert - Vereinigte Staaten - 1996: für das Album The Three Tenors in Concert - Vereinigtes Königreich - 1990: für das Album The Essential Pavarotti - Kanada - 1992: für das Videoalbum The Three Tenors – In Concert - Niederlande - 1999: für das Album Caruso - Vereinigte Staaten - 1996: für das Videoalbum The Three Tenors – In Concert - 1994: für das Videoalbum The 3 Tenors in Concert 1994 - Vereinigtes Königreich - 1991: für das Album The Three Tenors in Concert - Australien - 1992: für das Album The Three Tenors in Concert - Niederlande - 1999: für das Album The Three Tenors in Concert - Spanien - 1990: für das Album Tutto Pavarotti - Spanien - 1991: für das Album En Concierto |

## Auszeichnungen nach Alben

### Standing Ovation
| Land/Region | Auszeichnungen für Musikverkäufe (Land/Region, Auszeichnung, Verkäufe) | Verkäufe |
| ----------- | ---------------------------------------------------------------------- | -------- |
| Kanada (MC) | Gold                                                                   | 50.000   |
| Insgesamt   | 1× Gold ·                                                              | 50.000   |

### Greatest Hits
| Land/Region                  | Auszeichnungen für Musikverkäufe (Land/Region, Auszeichnung, Verkäufe) | Verkäufe |
| ---------------------------- | ---------------------------------------------------------------------- | -------- |
| Kanada (MC)                  | Gold                                                                   | 50.000   |
| Neuseeland (RMNZ)            | Gold                                                                   | 10.000   |
| Niederlande (NVPI)           | Platin (Phonogram) · + Gold (PolyGram)                                 | 150.000  |
| Vereinigtes Königreich (BPI) | Gold                                                                   | 100.000  |
| Insgesamt                    | 4× Gold · 1× Platin ·                                                  | 310.000  |

### O Holy Night
| Land/Region               | Auszeichnungen für Musikverkäufe (Land/Region, Auszeichnung, Verkäufe) | Verkäufe  |
| ------------------------- | ---------------------------------------------------------------------- | --------- |
| Kanada (MC)               | Platin                                                                 | 100.000   |
| Vereinigte Staaten (RIAA) | Platin                                                                 | 1.000.000 |
| Insgesamt                 | 2× Platin ·                                                            | 1.100.000 |

### O Sole Mio
| Land/Region               | Auszeichnungen für Musikverkäufe (Land/Region, Auszeichnung, Verkäufe) | Verkäufe |
| ------------------------- | ---------------------------------------------------------------------- | -------- |
| Vereinigte Staaten (RIAA) | Gold                                                                   | 500.000  |
| Insgesamt                 | 1× Gold ·                                                              | 500.000  |

### Anniversary
| Land/Region        | Auszeichnungen für Musikverkäufe (Land/Region, Auszeichnung, Verkäufe) | Verkäufe |
| ------------------ | ---------------------------------------------------------------------- | -------- |
| Niederlande (NVPI) | Gold                                                                   | 50.000   |
| Insgesamt          | 1× Gold ·                                                              | 50.000   |

### World’s Best Tenor Arias
| Land/Region                  | Auszeichnungen für Musikverkäufe (Land/Region, Auszeichnung, Verkäufe) | Verkäufe |
| ---------------------------- | ---------------------------------------------------------------------- | -------- |
| Vereinigtes Königreich (BPI) | Silber                                                                 | 60.000   |
| Insgesamt                    | 1× Silber ·                                                            | 60.000   |

### Les Airs Du Grand Echiquier
| Land/Region       | Auszeichnungen für Musikverkäufe (Land/Region, Auszeichnung, Verkäufe) | Verkäufe |
| ----------------- | ---------------------------------------------------------------------- | -------- |
| Frankreich (SNEP) | Gold                                                                   | 100.000  |
| Insgesamt         | 1× Gold ·                                                              | 100.000  |

### Triomphes De Pavarotti
| Land/Region       | Auszeichnungen für Musikverkäufe (Land/Region, Auszeichnung, Verkäufe) | Verkäufe |
| ----------------- | ---------------------------------------------------------------------- | -------- |
| Frankreich (SNEP) | Gold                                                                   | 100.000  |
| Insgesamt         | 1× Gold ·                                                              | 100.000  |

### In Concert
| Land/Region                  | Auszeichnungen für Musikverkäufe (Land/Region, Auszeichnung, Verkäufe) | Verkäufe |
| ---------------------------- | ---------------------------------------------------------------------- | -------- |
| Kanada (MC)                  | Gold                                                                   | 50.000   |
| Niederlande (NVPI)           | Platin                                                                 | 100.000  |
| Vereinigtes Königreich (BPI) | Gold                                                                   | 100.000  |
| Insgesamt                    | 2× Gold · 1× Platin ·                                                  | 250.000  |

### The Collection
| Land/Region                  | Auszeichnungen für Musikverkäufe (Land/Region, Auszeichnung, Verkäufe) | Verkäufe |
| ---------------------------- | ---------------------------------------------------------------------- | -------- |
| Vereinigtes Königreich (BPI) | Platin                                                                 | 300.000  |
| Insgesamt                    | 1× Platin ·                                                            | 300.000  |

### The Essential Pavarotti
| Land/Region                  | Auszeichnungen für Musikverkäufe (Land/Region, Auszeichnung, Verkäufe) | Verkäufe |
| ---------------------------- | ---------------------------------------------------------------------- | -------- |
| Australien (ARIA)            | Gold                                                                   | 35.000   |
| Neuseeland (RMNZ)            | Platin                                                                 | 20.000   |
| Norwegen (IFPI)              | Gold                                                                   | 25.000   |
| Vereinigtes Königreich (BPI) | 3× Platin                                                              | 900.000  |
| Insgesamt                    | 2× Gold · 4× Platin ·                                                  | 980.000  |

### Caruso
| Land/Region        | Auszeichnungen für Musikverkäufe (Land/Region, Auszeichnung, Verkäufe) | Verkäufe |
| ------------------ | ---------------------------------------------------------------------- | -------- |
| Niederlande (NVPI) | 5× Platin                                                              | 50.000   |
| Insgesamt          | 5× Platin ·                                                            | 500.000  |

### Tutto Pavarotti
| Land/Region          | Auszeichnungen für Musikverkäufe (Land/Region, Auszeichnung, Verkäufe) | Verkäufe  |
| -------------------- | ---------------------------------------------------------------------- | --------- |
| Niederlande (NVPI)   | Gold                                                                   | 50.000    |
| Portugal (AFP)       | Gold                                                                   | 20.000    |
| Spanien (Promusicae) | 12× Platin                                                             | 1.200.000 |
| Insgesamt            | 2× Gold · 12× Platin ·                                                 | 1.270.000 |

### The Three Tenors in Concert / En Concierto
| Land/Region                  | Auszeichnungen für Musikverkäufe (Land/Region, Auszeichnung, Verkäufe) | Verkäufe  |
| ---------------------------- | ---------------------------------------------------------------------- | --------- |
| Argentinien (CAPIF)          | Platin                                                                 | 60.000    |
| Australien (ARIA)            | 6× Platin                                                              | 420.000   |
| Belgien (BRMA)               | 2× Platin                                                              | 100.000   |
| Deutschland (BVMI)           | Platin                                                                 | 500.000   |
| Kanada (MC)                  | 3× Platin                                                              | 300.000   |
| Mexiko (AMPROFON)            | Gold                                                                   | 100.000   |
| Neuseeland (RMNZ)            | Platin                                                                 | 15.000    |
| Niederlande (NVPI)           | 9× Platin                                                              | 900.000   |
| Norwegen (IFPI)              | Platin                                                                 | 50.000    |
| Österreich (IFPI)            | 2× Platin                                                              | 100.000   |
| Polen (ZPAV)                 | Platin                                                                 | 100.000   |
| Schweden (IFPI)              | Platin                                                                 | 100.000   |
| Schweiz (IFPI)               | Gold                                                                   | 25.000    |
| Spanien (Promusicae)         | 14× Platin                                                             | 1.400.000 |
| Vereinigte Staaten (RIAA)    | 3× Platin                                                              | 3.000.000 |
| Vereinigtes Königreich (BPI) | 5× Platin                                                              | 1.500.000 |
| Insgesamt                    | 2× Gold · 50× Platin ·                                                 | 8.670.000 |

### Encore
| Land/Region        | Auszeichnungen für Musikverkäufe (Land/Region, Auszeichnung, Verkäufe) | Verkäufe |
| ------------------ | ---------------------------------------------------------------------- | -------- |
| Niederlande (NVPI) | Gold                                                                   | 50.000   |
| Insgesamt          | 1× Gold ·                                                              | 50.000   |

### The Essential Pavarotti II
| Land/Region                  | Auszeichnungen für Musikverkäufe (Land/Region, Auszeichnung, Verkäufe) | Verkäufe |
| ---------------------------- | ---------------------------------------------------------------------- | -------- |
| Neuseeland (RMNZ)            | Gold                                                                   | 10.000   |
| Vereinigtes Königreich (BPI) | Platin                                                                 | 300.000  |
| Insgesamt                    | 1× Gold · 1× Platin ·                                                  | 310.000  |

### Pavarotti in Nederland
| Land/Region        | Auszeichnungen für Musikverkäufe (Land/Region, Auszeichnung, Verkäufe) | Verkäufe |
| ------------------ | ---------------------------------------------------------------------- | -------- |
| Niederlande (NVPI) | Platin                                                                 | 100.000  |
| Insgesamt          | 1× Platin ·                                                            | 100.000  |

### Pavarotti in Hyde Park
| Land/Region                  | Auszeichnungen für Musikverkäufe (Land/Region, Auszeichnung, Verkäufe) | Verkäufe |
| ---------------------------- | ---------------------------------------------------------------------- | -------- |
| Vereinigtes Königreich (BPI) | Silber                                                                 | 60.000   |
| Insgesamt                    | 1× Silber ·                                                            | 60.000   |

### Tutto Pavarotti Vol. 2
| Land/Region          | Auszeichnungen für Musikverkäufe (Land/Region, Auszeichnung, Verkäufe) | Verkäufe |
| -------------------- | ---------------------------------------------------------------------- | -------- |
| Spanien (Promusicae) | Gold                                                                   | 50.000   |
| Insgesamt            | 1× Gold ·                                                              | 50.000   |

### In Concert 1994
| Land/Region                  | Auszeichnungen für Musikverkäufe (Land/Region, Auszeichnung, Verkäufe) | Verkäufe  |
| ---------------------------- | ---------------------------------------------------------------------- | --------- |
| Argentinien (CAPIF)          | Platin                                                                 | 60.000    |
| Australien (ARIA)            | Platin                                                                 | 70.000    |
| Europa (IFPI)                | 3× Platin                                                              | 3.000.000 |
| Finnland (IFPI)              | Gold                                                                   | (28.684)  |
| Frankreich (SNEP)            | Platin                                                                 | (300.000) |
| Kanada (MC)                  | 2× Platin                                                              | 200.000   |
| Neuseeland (RMNZ)            | Platin                                                                 | 15.000    |
| Österreich (IFPI)            | 2× Platin                                                              | (100.000) |
| Polen (ZPAV)                 | 2× Platin                                                              | (200.000) |
| Schweiz (IFPI)               | Platin                                                                 | (50.000)  |
| Spanien (Promusicae)         | 2× Platin                                                              | (200.000) |
| Vereinigte Staaten (RIAA)    | Platin                                                                 | 1.000.000 |
| Vereinigtes Königreich (BPI) | 2× Platin                                                              | (600.000) |
| Insgesamt                    | 1× Gold · 19× Platin ·                                                 | 4.345.000 |

### Les Plus Belles Chansons D’amour
| Land/Region       | Auszeichnungen für Musikverkäufe (Land/Region, Auszeichnung, Verkäufe) | Verkäufe |
| ----------------- | ---------------------------------------------------------------------- | -------- |
| Frankreich (SNEP) | 2× Gold                                                                | 200.000  |
| Insgesamt         | 2× Gold ·                                                              | 200.000  |

### Con Todo Mi Corazón
| Land/Region          | Auszeichnungen für Musikverkäufe (Land/Region, Auszeichnung, Verkäufe) | Verkäufe |
| -------------------- | ---------------------------------------------------------------------- | -------- |
| Spanien (Promusicae) | Gold                                                                   | 50.000   |
| Insgesamt            | 1× Gold ·                                                              | 50.000   |

### Pavarotti/Carreras/Domingo
| Land/Region                  | Auszeichnungen für Musikverkäufe (Land/Region, Auszeichnung, Verkäufe) | Verkäufe |
| ---------------------------- | ---------------------------------------------------------------------- | -------- |
| Österreich (IFPI)            | Gold                                                                   | 25.000   |
| Polen (ZPAV)                 | Platin                                                                 | 40.000   |
| Vereinigtes Königreich (BPI) | Gold                                                                   | 100.000  |
| Insgesamt                    | 2× Gold · 1× Platin ·                                                  | 185.000  |

### Live in Modena
| Land/Region        | Auszeichnungen für Musikverkäufe (Land/Region, Auszeichnung, Verkäufe) | Verkäufe |
| ------------------ | ---------------------------------------------------------------------- | -------- |
| Deutschland (BVMI) | Gold                                                                   | 250.000  |
| Österreich (IFPI)  | Gold                                                                   | 25.000   |
| Insgesamt          | 2× Gold ·                                                              | 275.000  |

### Pavarotti & Friends I
| Land/Region        | Auszeichnungen für Musikverkäufe (Land/Region, Auszeichnung, Verkäufe) | Verkäufe |
| ------------------ | ---------------------------------------------------------------------- | -------- |
| Frankreich (SNEP)  | Gold                                                                   | 100.000  |
| Kanada (MC)        | 2× Platin                                                              | 200.000  |
| Niederlande (NVPI) | Platin                                                                 | 100.000  |
| Schweiz (IFPI)     | Gold                                                                   | 25.000   |
| Insgesamt          | 2× Gold · 3× Platin ·                                                  | 425.000  |

### Pavarotti & Friends II
| Land/Region        | Auszeichnungen für Musikverkäufe (Land/Region, Auszeichnung, Verkäufe) | Verkäufe |
| ------------------ | ---------------------------------------------------------------------- | -------- |
| Kanada (MC)        | 2× Platin                                                              | 200.000  |
| Niederlande (NVPI) | Platin                                                                 | 100.000  |
| Insgesamt          | 3× Platin ·                                                            | 300.000  |

### Pavarotti & Friends V
| Land/Region        | Auszeichnungen für Musikverkäufe (Land/Region, Auszeichnung, Verkäufe) | Verkäufe |
| ------------------ | ---------------------------------------------------------------------- | -------- |
| Niederlande (NVPI) | Platin                                                                 | 100.000  |
| Insgesamt          | 1× Platin ·                                                            | 100.000  |

### Die 3 Tenöre
| Land/Region        | Auszeichnungen für Musikverkäufe (Land/Region, Auszeichnung, Verkäufe) | Verkäufe |
| ------------------ | ---------------------------------------------------------------------- | -------- |
| Deutschland (BVMI) | 3× Gold                                                                | 750.000  |
| Insgesamt          | 1× Gold · 1× Platin ·                                                  | 750.000  |

### Together For The Children Of Bosnia
| Land/Region        | Auszeichnungen für Musikverkäufe (Land/Region, Auszeichnung, Verkäufe) | Verkäufe |
| ------------------ | ---------------------------------------------------------------------- | -------- |
| Kanada (MC)        | Platin                                                                 | 100.000  |
| Niederlande (NVPI) | Platin                                                                 | 100.000  |
| Polen (ZPAV)       | Gold                                                                   | 50.000   |
| Insgesamt          | 1× Gold · 2× Platin ·                                                  | 250.000  |

### For War Child
| Land/Region                  | Auszeichnungen für Musikverkäufe (Land/Region, Auszeichnung, Verkäufe) | Verkäufe |
| ---------------------------- | ---------------------------------------------------------------------- | -------- |
| Deutschland (BVMI)           | Gold                                                                   | 250.000  |
| Kanada (MC)                  | Gold                                                                   | 50.000   |
| Niederlande (NVPI)           | Platin                                                                 | 100.000  |
| Norwegen (IFPI)              | Gold                                                                   | 25.000   |
| Schweiz (IFPI)               | Gold                                                                   | 25.000   |
| Vereinigtes Königreich (BPI) | Silber                                                                 | 60.000   |
| Insgesamt                    | 1× Silber · 4× Gold · 1× Platin ·                                      | 510.000  |

### Sublime
| Land/Region       | Auszeichnungen für Musikverkäufe (Land/Region, Auszeichnung, Verkäufe) | Verkäufe |
| ----------------- | ---------------------------------------------------------------------- | -------- |
| Frankreich (SNEP) | Gold                                                                   | 100.000  |
| Insgesamt         | 1× Gold ·                                                              | 100.000  |

### Best Of Domingo, Te Kanawa and Pavarotti
| Land/Region                  | Auszeichnungen für Musikverkäufe (Land/Region, Auszeichnung, Verkäufe) | Verkäufe |
| ---------------------------- | ---------------------------------------------------------------------- | -------- |
| Australien (ARIA)            | Gold                                                                   | 35.000   |
| Vereinigtes Königreich (BPI) | Gold                                                                   | 100.000  |
| Insgesamt                    | 2× Gold ·                                                              | 135.000  |

### Three Tenors, Paris 98
| Land/Region                  | Auszeichnungen für Musikverkäufe (Land/Region, Auszeichnung, Verkäufe) | Verkäufe |
| ---------------------------- | ---------------------------------------------------------------------- | -------- |
| Frankreich (SNEP)            | Gold                                                                   | 100.000  |
| Österreich (IFPI)            | Gold                                                                   | 25.000   |
| Schweiz (IFPI)               | Gold                                                                   | 25.000   |
| Vereinigte Staaten (RIAA)    | Gold                                                                   | 500.000  |
| Vereinigtes Königreich (BPI) | Silber                                                                 | 60.000   |
| Insgesamt                    | 1× Silber · 4× Gold ·                                                  | 710.000  |

### The Dream Collection
| Land/Region        | Auszeichnungen für Musikverkäufe (Land/Region, Auszeichnung, Verkäufe) | Verkäufe |
| ------------------ | ---------------------------------------------------------------------- | -------- |
| Niederlande (NVPI) | Gold                                                                   | 50.000   |
| Insgesamt          | 1× Gold ·                                                              | 50.000   |

### Love Songs
| Land/Region                  | Auszeichnungen für Musikverkäufe (Land/Region, Auszeichnung, Verkäufe) | Verkäufe |
| ---------------------------- | ---------------------------------------------------------------------- | -------- |
| Vereinigtes Königreich (BPI) | Silber                                                                 | 60.000   |
| Insgesamt                    | 1× Silber ·                                                            | 60.000   |

### Pavarotti & Friends voor Guatemala en Kosovo
| Land/Region        | Auszeichnungen für Musikverkäufe (Land/Region, Auszeichnung, Verkäufe) | Verkäufe |
| ------------------ | ---------------------------------------------------------------------- | -------- |
| Niederlande (NVPI) | 2× Platin                                                              | 200.000  |
| Insgesamt          | 2× Platin ·                                                            | 200.000  |

### For The Children Of Liberia
| Land/Region       | Auszeichnungen für Musikverkäufe (Land/Region, Auszeichnung, Verkäufe) | Verkäufe |
| ----------------- | ---------------------------------------------------------------------- | -------- |
| Frankreich (SNEP) | Gold                                                                   | 100.000  |
| Kanada (MC)       | Gold                                                                   | 50.000   |
| Insgesamt         | 2× Gold ·                                                              | 150.000  |

### Weihnachten mit den drei Tenören
| Land/Region        | Auszeichnungen für Musikverkäufe (Land/Region, Auszeichnung, Verkäufe) | Verkäufe |
| ------------------ | ---------------------------------------------------------------------- | -------- |
| Deutschland (BVMI) | Gold                                                                   | 250.000  |
| Niederlande (NVPI) | Platin                                                                 | 100.000  |
| Insgesamt          | 1× Gold · 1× Platin ·                                                  | 350.000  |

### Three Tenors Christmas
| Land/Region                  | Auszeichnungen für Musikverkäufe (Land/Region, Auszeichnung, Verkäufe) | Verkäufe |
| ---------------------------- | ---------------------------------------------------------------------- | -------- |
| Niederlande (NVPI)           | Gold                                                                   | 40.000   |
| Polen (ZPAV)                 | Gold                                                                   | 50.000   |
| Spanien (Promusicae)         | Gold                                                                   | 50.000   |
| Vereinigte Staaten (RIAA)    | Gold                                                                   | 500.000  |
| Vereinigtes Königreich (BPI) | Silber                                                                 | 60.000   |
| Insgesamt                    | 1× Silber · 4× Gold ·                                                  | 700.000  |

### Best Of
| Land/Region       | Auszeichnungen für Musikverkäufe (Land/Region, Auszeichnung, Verkäufe) | Verkäufe |
| ----------------- | ---------------------------------------------------------------------- | -------- |
| Australien (ARIA) | Gold                                                                   | 35.000   |
| Insgesamt         | 1× Gold ·                                                              | 35.000   |

### Pavarotti & Friends For Bosnia
| Land/Region | Auszeichnungen für Musikverkäufe (Land/Region, Auszeichnung, Verkäufe) | Verkäufe |
| ----------- | ---------------------------------------------------------------------- | -------- |
| Kanada (MC) | Gold                                                                   | 50.000   |
| Insgesamt   | 1× Gold ·                                                              | 50.000   |

### Ti adoro
| Land/Region                  | Auszeichnungen für Musikverkäufe (Land/Region, Auszeichnung, Verkäufe) | Verkäufe |
| ---------------------------- | ---------------------------------------------------------------------- | -------- |
| Vereinigtes Königreich (BPI) | Gold                                                                   | 100.000  |
| Insgesamt                    | 1× Gold ·                                                              | 100.000  |

### Pavarotti Forever
| Land/Region          | Auszeichnungen für Musikverkäufe (Land/Region, Auszeichnung, Verkäufe) | Verkäufe |
| -------------------- | ---------------------------------------------------------------------- | -------- |
| Belgien (BRMA)       | Gold                                                                   | 15.000   |
| Dänemark (IFPI)      | Gold                                                                   | 15.000   |
| Deutschland (BVMI)   | Gold                                                                   | 100.000  |
| Frankreich (SNEP)    | Platin                                                                 | 200.000  |
| Irland (IRMA)        | Platin                                                                 | 15.000   |
| Italien (FIMI)       | Gold                                                                   | 40.000   |
| Neuseeland (RMNZ)    | Platin                                                                 | 15.000   |
| Österreich (IFPI)    | Gold                                                                   | 15.000   |
| Polen (ZPAV)         | Platin                                                                 | 20.000   |
| Portugal (AFP)       | Gold                                                                   | 10.000   |
| Schweden (IFPI)      | Gold                                                                   | 20.000   |
| Schweiz (IFPI)       | Gold                                                                   | 15.000   |
| Spanien (Promusicae) | Platin                                                                 | 80.000   |
| Ungarn (MAHASZ)      | Platin                                                                 | 6.000    |
| Insgesamt            | 8× Gold · 6× Platin ·                                                  | 566.000  |

### The Duets
| Land/Region                  | Auszeichnungen für Musikverkäufe (Land/Region, Auszeichnung, Verkäufe) | Verkäufe |
| ---------------------------- | ---------------------------------------------------------------------- | -------- |
| Ungarn (MAHASZ)              | Gold                                                                   | 3.000    |
| Vereinigtes Königreich (BPI) | Silber                                                                 | 60.000   |
| Insgesamt                    | 1× Silber · 1× Gold ·                                                  | 63.000   |

### The Ultimate Collection
| Land/Region                  | Auszeichnungen für Musikverkäufe (Land/Region, Auszeichnung, Verkäufe) | Verkäufe |
| ---------------------------- | ---------------------------------------------------------------------- | -------- |
| Vereinigtes Königreich (BPI) | Gold                                                                   | 100.000  |
| Insgesamt                    | 1× Gold ·                                                              | 100.000  |

### Icons
| Land/Region                  | Auszeichnungen für Musikverkäufe (Land/Region, Auszeichnung, Verkäufe) | Verkäufe |
| ---------------------------- | ---------------------------------------------------------------------- | -------- |
| Vereinigtes Königreich (BPI) | Silber                                                                 | 60.000   |
| Insgesamt                    | 1× Silber ·                                                            | 60.000   |

### The 50 Greatest Tracks
| Land/Region  | Auszeichnungen für Musikverkäufe (Land/Region, Auszeichnung, Verkäufe) | Verkäufe |
| ------------ | ---------------------------------------------------------------------- | -------- |
| Polen (ZPAV) | Platin                                                                 | 20.000   |
| Insgesamt    | 1× Platin ·                                                            | 20.000   |

### Los Mejores 50 Tracks-Pavarotti
| Land/Region          | Auszeichnungen für Musikverkäufe (Land/Region, Auszeichnung, Verkäufe) | Verkäufe |
| -------------------- | ---------------------------------------------------------------------- | -------- |
| Spanien (Promusicae) | Gold                                                                   | 20.000   |
| Insgesamt            | 1× Gold ·                                                              | 20.000   |

## Auszeichnungen nach Singles

### Nessun dorma
| Land/Region                  | Auszeichnungen für Musikverkäufe (Land/Region, Auszeichnung, Verkäufe) | Verkäufe |
| ---------------------------- | ---------------------------------------------------------------------- | -------- |
| Italien (FIMI)               | Gold                                                                   | 25.000   |
| Vereinigtes Königreich (BPI) | Gold                                                                   | 400.000  |
| Insgesamt                    | 2× Gold ·                                                              | 425.000  |

### Buongiorno a te
| Land/Region    | Auszeichnungen für Musikverkäufe (Land/Region, Auszeichnung, Verkäufe) | Verkäufe |
| -------------- | ---------------------------------------------------------------------- | -------- |
| Italien (FIMI) | Platin                                                                 | 50.000   |
| Insgesamt      | 1× Platin ·                                                            | 50.000   |

### We Are the World
| Land/Region    | Auszeichnungen für Musikverkäufe (Land/Region, Auszeichnung, Verkäufe) | Verkäufe |
| -------------- | ---------------------------------------------------------------------- | -------- |
| Italien (FIMI) | Gold                                                                   | 50.000   |
| Insgesamt      | 1× Gold ·                                                              | 50.000   |

## Auszeichnungen nach Videoalben

### The Three Tenors – In Concert
| Land/Region               | Auszeichnungen für Musikverkäufe (Land/Region, Auszeichnung, Verkäufe) | Verkäufe |
| ------------------------- | ---------------------------------------------------------------------- | -------- |
| Argentinien (CAPIF)       | Platin                                                                 | 8.000    |
| Deutschland (BVMI)        | Platin                                                                 | 50.000   |
| Kanada (MC)               | 4× Platin                                                              | 40.000   |
| Vereinigte Staaten (RIAA) | 5× Platin                                                              | 500.000  |
| Insgesamt                 | 11× Platin ·                                                           | 598.000  |

### The 3 Tenors in Concert 1994
| Land/Region                  | Auszeichnungen für Musikverkäufe (Land/Region, Auszeichnung, Verkäufe) | Verkäufe |
| ---------------------------- | ---------------------------------------------------------------------- | -------- |
| Vereinigte Staaten (RIAA)    | 5× Platin                                                              | 500.000  |
| Vereinigtes Königreich (BPI) | 2× Platin                                                              | 100.000  |
| Insgesamt                    | 7× Platin ·                                                            | 600.000  |

### The 3 Tenors – Paris 1998
| Land/Region                  | Auszeichnungen für Musikverkäufe (Land/Region, Auszeichnung, Verkäufe) | Verkäufe |
| ---------------------------- | ---------------------------------------------------------------------- | -------- |
| Frankreich (SNEP)            | Platin                                                                 | 20.000   |
| Vereinigte Staaten (RIAA)    | Gold                                                                   | 50.000   |
| Vereinigtes Königreich (BPI) | Gold                                                                   | 25.000   |
| Insgesamt                    | 2× Gold · 1× Platin ·                                                  | 95.000   |

### En Barcelona
| Land/Region         | Auszeichnungen für Musikverkäufe (Land/Region, Auszeichnung, Verkäufe) | Verkäufe |
| ------------------- | ---------------------------------------------------------------------- | -------- |
| Argentinien (CAPIF) | Platin                                                                 | 8.000    |
| Insgesamt           | 1× Platin ·                                                            | 8.000    |

### Together For The Children Of Bosnia
| Land/Region         | Auszeichnungen für Musikverkäufe (Land/Region, Auszeichnung, Verkäufe) | Verkäufe |
| ------------------- | ---------------------------------------------------------------------- | -------- |
| Argentinien (CAPIF) | Platin                                                                 | 8.000    |
| Insgesamt           | 1× Platin ·                                                            | 8.000    |

### Great Tenor Performances
| Land/Region       | Auszeichnungen für Musikverkäufe (Land/Region, Auszeichnung, Verkäufe) | Verkäufe |
| ----------------- | ---------------------------------------------------------------------- | -------- |
| Australien (ARIA) | Gold                                                                   | 7.500    |
| Insgesamt         | 1× Gold ·                                                              | 7.500    |

### Pavarotti forever
| Land/Region          | Auszeichnungen für Musikverkäufe (Land/Region, Auszeichnung, Verkäufe) | Verkäufe |
| -------------------- | ---------------------------------------------------------------------- | -------- |
| Argentinien (CAPIF)  | Platin                                                                 | 8.000    |
| Australien (ARIA)    | Platin                                                                 | 15.000   |
| Brasilien (PMB)      | Gold                                                                   | 15.000   |
| Frankreich (SNEP)    | Platin                                                                 | 20.000   |
| Neuseeland (RMNZ)    | Platin                                                                 | 5.000    |
| Spanien (Promusicae) | Gold                                                                   | 10.000   |
| Insgesamt            | 2× Gold · 4× Platin ·                                                  | 73.000   |

### The Pavarotti & Friends
| Land/Region     | Auszeichnungen für Musikverkäufe (Land/Region, Auszeichnung, Verkäufe) | Verkäufe |
| --------------- | ---------------------------------------------------------------------- | -------- |
| Brasilien (PMB) | Platin                                                                 | 30.000   |
| Insgesamt       | 1× Platin ·                                                            | 30.000   |

### The Original Concert
| Land/Region                  | Auszeichnungen für Musikverkäufe (Land/Region, Auszeichnung, Verkäufe) | Verkäufe |
| ---------------------------- | ---------------------------------------------------------------------- | -------- |
| Vereinigtes Königreich (BPI) | Platin                                                                 | 50.000   |
| Insgesamt                    | 1× Platin ·                                                            | 50.000   |

## Statistik und Quellen
| Land/RegionAuszeichnungen für Musikverkäufe (Land/Region, Auszeichnungen, Verkäufe, Quellen) | Silber     | Gold       | Platin         | Verkäufe    | Quellen                                                     |
| -------------------------------------------------------------------------------------------- | ---------- | ---------- | -------------- | ----------- | ----------------------------------------------------------- |
| Argentinien (CAPIF)                                                                          | —          | —          | 6× Platin6     | 152.000     | capif.org.ar (Memento vom 31. Mai 2011 im Internet Archive) |
| Australien (ARIA)                                                                            | —          | 4× Gold4   | 8× Platin8     | 617.500     | aria.com.au                                                 |
| Belgien (BRMA)                                                                               | —          | Gold1      | 2× Platin2     | 115.000     | ultratop.be                                                 |
| Brasilien (PMB)                                                                              | —          | Gold1      | Platin1        | 45.000      | pro-musicabr.org.br                                         |
| Dänemark (IFPI)                                                                              | —          | Gold1      | —              | 15.000      | Einzelnachweise                                             |
| Deutschland (BVMI)                                                                           | —          | 5× Gold5   | 3× Platin3     | 2.150.000   | musikindustrie.de                                           |
| Europa (IFPI)                                                                                | —          | —          | 3× Platin3     | (3.000.000) | ifpi.org (Memento vom 1. Januar 2014 im Internet Archive)   |
| Finnland (IFPI)                                                                              | —          | Gold1      | —              | 28.684      | ifpi.fi                                                     |
| Frankreich (SNEP)                                                                            | —          | 8× Gold8   | 4× Platin4     | 1.340.000   | infodisc.fr snepmusique.com                                 |
| Irland (IRMA)                                                                                | —          | —          | Platin1        | 15.000      | irishcharts.ie                                              |
| Italien (FIMI)                                                                               | —          | 3× Gold3   | Platin1        | 165.000     | fimi.it                                                     |
| Kanada (MC)                                                                                  | —          | 5× Gold5   | 15× Platin15   | 1.390.000   | musiccanada.com                                             |
| Mexiko (AMPROFON)                                                                            | —          | Gold1      | —              | 100.000     | Einzelnachweise                                             |
| Neuseeland (RMNZ)                                                                            | —          | 2× Gold2   | 5× Platin5     | 80.000      | aotearoamusiccharts.co.nz                                   |
| Niederlande (NVPI)                                                                           | —          | 6× Gold6   | 25× Platin25   | 2.790.000   | nvpi.nl                                                     |
| Norwegen (IFPI)                                                                              | —          | 2× Gold2   | Platin1        | 100.000     | ifpi.no (Memento vom 5. November 2012 im Internet Archive)  |
| Österreich (IFPI)                                                                            | —          | 4× Gold4   | 4× Platin4     | 290.000     | ifpi.at                                                     |
| Polen (ZPAV)                                                                                 | —          | 2× Gold2   | 6× Platin6     | 530.000     | olis.pl                                                     |
| Portugal (AFP)                                                                               | —          | 2× Gold2   | —              | 30.000      | Einzelnachweise                                             |
| Schweden (IFPI)                                                                              | —          | Gold1      | Platin1        | 120.000     | sverigetopplistan.se                                        |
| Schweiz (IFPI)                                                                               | —          | 6× Gold6   | Platin1        | 165.000     | hitparade.ch                                                |
| Spanien (Promusicae)                                                                         | —          | 5× Gold5   | 29× Platin29   | 3.060.000   | promusicae.es ES2ES3 ES4 ES5                                |
| Ungarn (MAHASZ)                                                                              | —          | Gold1      | Platin1        | 9.000       | slagerlistak.hu                                             |
| Vereinigte Staaten (RIAA)                                                                    | —          | 4× Gold4   | 15× Platin15   | 8.550.000   | riaa.com                                                    |
| Vereinigtes Königreich (BPI)                                                                 | 8× Silber8 | 8× Gold8   | 15× Platin15   | 5.195.000   | bpi.co.uk                                                   |
| Insgesamt                                                                                    | 8× Silber8 | 73× Gold73 | 147× Platin147 |             |                                                             |